# Albufera El Paraíso

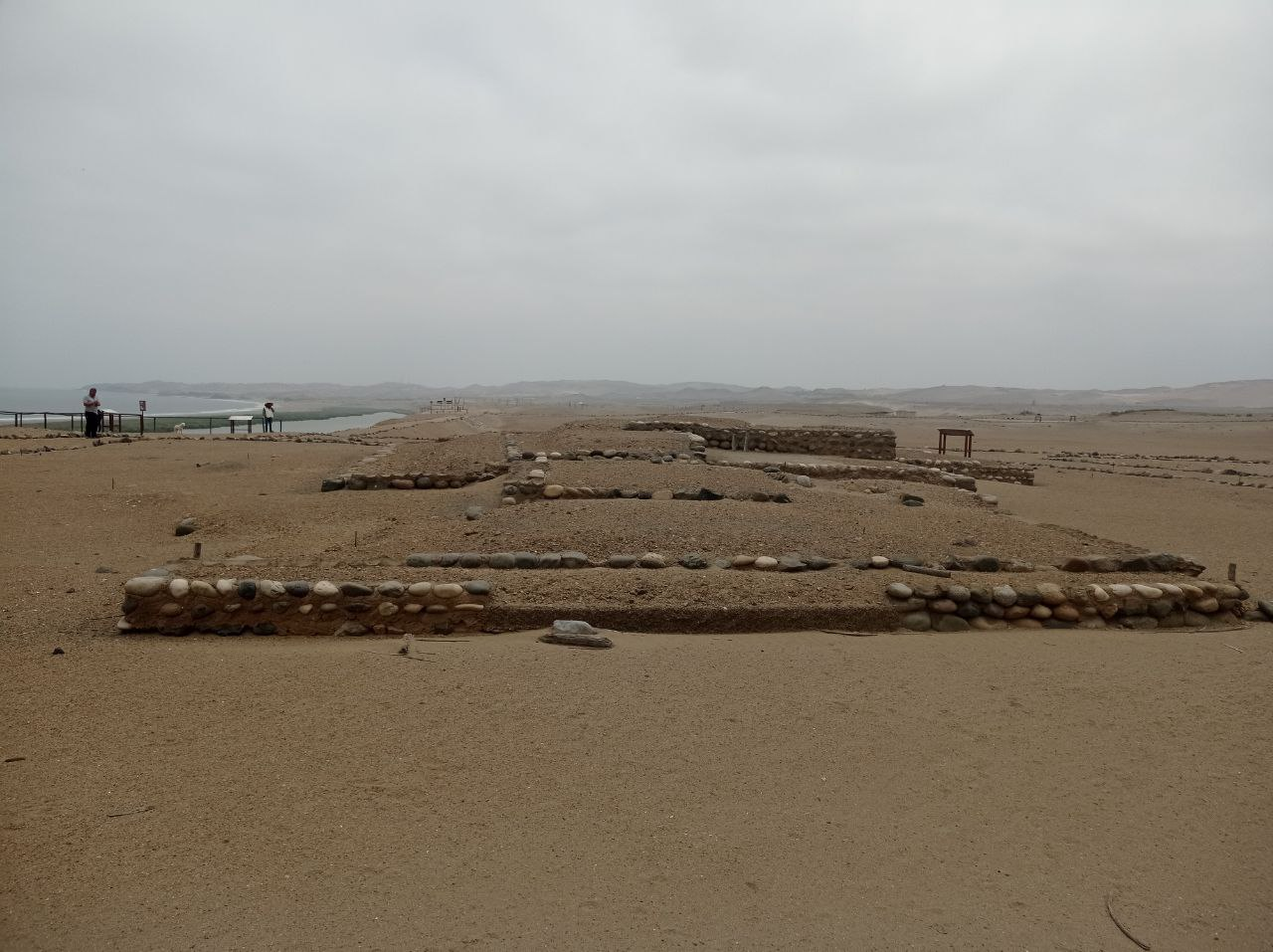
Bandurría.

La Albufera El Paraíso es una laguna agua salada ubicada en la provincia de Huaura, departamento de Lima, Perú.
Es hábitat de cangrejos y lagartijas así como aves como la garza blanca y el flamenco. También alberga en el área plantas terrestres y acuáticas. El área presenta varios hábitats como cuerpos de agua, totoral, vega de ciperáceas, playas de limo o charcos, gramadal, salicornial, zona ribereña, litoral y arenal.
La zona proveyó de recursos a los habitantes de Bandurria lo que permitió su desarrollo hace 3600 a. C. Fue formado en 1972 por filtraciones de la irrigación de Santa Rosa.
La laguna se encuentra en el kilómetro 135 de la Panamericana Norte a 140 kilómetros al norte de la ciudad de Lima y 10 kilómetros al sur de la ciudad de Huacho. La laguna tiene una dimensión de 7 km, con anchos que varía entre 100 metros y 2 kilómetros y con una profundidad máxima de 1,5 metros. La separa una orilla marina de 250 metros. Cerca de la laguna se encuentra la playa El Paraíso y el sitio arqueológico de Bandurria.